# Vejlav
Et vejlav er en sammenslutning af grundejere, der som regel frivilligt er gået sammen om at vedligeholde en privatejet vej. Et vejlav styres af en bestyrelse, hvis medlemmer vælges af medlemmerne for en periode på et eller to år. Formanden i et vejlav kaldes ofte oldermand.
Vejlavets bestyrelse varetager medlemmernes interesser overfor kommunen og andre interessenter. Det vil typisk ske i forbindelse med lokalplanforslag, som berører vejlavets grundejere eller området omkring dem. Andre typiske opgaver er snerydning, fælles containere m.v.
Grundejerforeninger kan sammenlignes med vejlav. Grundejerforeninger er dog for det meste etableret af kommunen i forbindelse med udstykning af ejendomme. Der bliver på de enkelte matrikler tinglyst obligatorisk medlemskab af grundejerforeningen.

## Eksempler på vejlav og grundejerforeninger
- Fjordparkens Vejlaug Arkiveret 24. maj 2017 hos  Wayback Machine
- Grundejerforeningen Ibsgården
- Grundejerforeningen Kirsebærhaven
- Grundejerforeningen Terraserne